# ماریتیمئین
ماریتیمئین (به انگلیسی: Maritimein) با فرمول شیمیایی C21H20O11 یک ترکیب شیمیایی با شناسه پاب‌کم 6450184 است. که جرم مولی آن ۴۴۸٫۳۷ گرم بر مول می‌باشد. 